# Life Is Beautiful (Lil Peep)
Life Is Beautiful è un singolo del rapper statunitense Lil Peep, pubblicato il 7 novembre 2018 come quinto estratto dal suo album in studio Come Over When You're Sober, Pt. 2.
Il singolo è un remix del brano Life dello stesso Lil Peep, pubblicato nell'EP Feelz e prodotto da Drip-133 dei TeamSesh.

## Tracce
1. Life Is Beautiful – 3:27 (testo: Gustav Åhr, Dylan Mullen, Jason Pebworth, George Astasio, Jon Shave – musica: IIVI, Smokeasac)

## Formazione

### Musicisti
- Lil Peep – voce, testi

### Produzione
- Lil Peep – produzione
- Dylan Mullen – produzione
- Jason Pebworth – produzione
- George Astasio – produzione
- Jon Shave – produzione

## Classifiche
| Classifica (2018) | Posizione massima |
| ----------------- | ----------------- |
| Nuova Zelanda     | 6                 |
| Regno Unito       | 87                |
| Stati Uniti       | 4                 |
| Svezia            | 2                 |

## Life
Life è la versione originale di Life Is Beautiful registrata da Lil Peep nel 2015 ed estratto dal suo extended play Feelz. La canzone è stata pubblicata nel gennaio 2015.